# Hans Selye

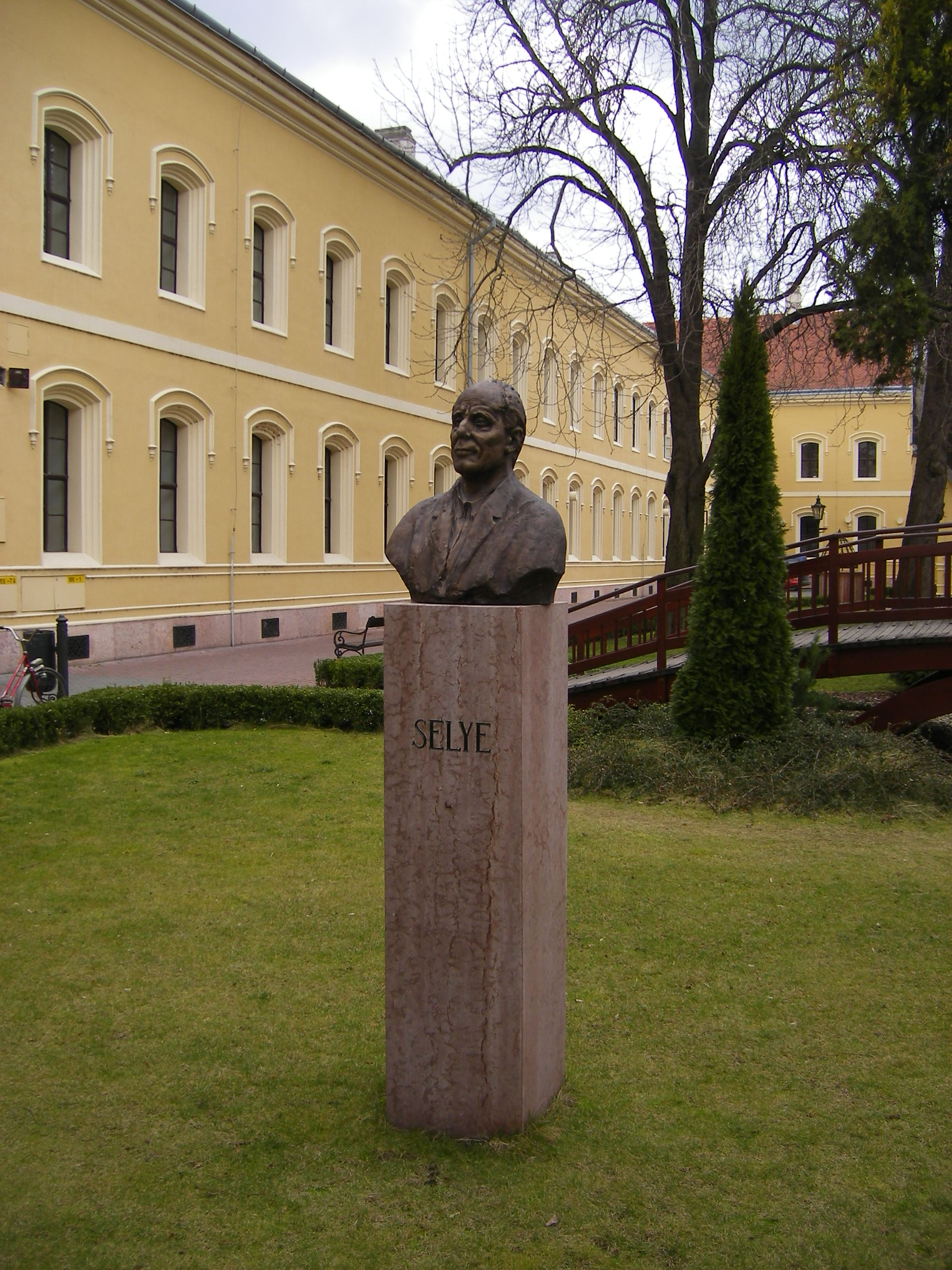
Hans Selye

Hans Hugo Bruno Selye (Wenen, 26 januari 1907 - Montreal (Canada), 16 oktober 1982) was een Canadees-Oostenrijkse arts en endocrinoloog die het wetenschappelijk concept van stress introduceerde.

## Levensloop
Selye werd geboren als zoon van Hugo Selye (chirurg) en Maria Felicitas Langbank. Eerst kreeg hij thuis les en later ging hij naar het College van de Benedictijner Vaders. In 1924 ging hij geneeskunde studeren aan de Duitse universiteit in Praag. Daarna nog een jaar aan de universiteiten van Parijs en Rome en behaalde ten slotte in 1929 zijn graad. Vervolgens studeerde hij organische chemie, waarin hij in 1931 promoveerde. Hij verhuisde naar de Verenigde Staten waar hij vanaf 1933 les ging geven in biochemie aan de McGill university in Montreal in Canada. Van 1945 tot 1977 was hij hoogleraar-directeur van het Instituut voor Experimentele Geneeskunde en Chirurgie van de universiteit van Montreal. Verder was hij voorzitter van het door hem in 1976 gestichte International Institute of Stress. 

### Stresssyndroom
In 1936 werd zijn eerste verhandeling over stress gepubliceerd in het wetenschappelijk blad Nature. Al snel introduceerde hij het GAS of General Adaptation Syndrome, waarbij hij drie fasen onderkende als reactie op stress: de alarmfase, de weerstandsfase en de uitputtingsfase. Hij ontdekte tevens de invloed van de hypofyse op spanningen.

### Nederlands
- Stress (1978) Vertaling van de tweede, herziene druk uit 1976 van The Stress of Life. Uitgeverij Het Spectrum, Aula-boeken 649, ISBN 9027454094